# Stephan Geene
Stephan Geene (* 1961 in Bonn) ist ein deutscher Regisseur, Übersetzer, Autor und Lehrbeauftragter.

## Leben
Geene gründete 1983 zusammen mit Sabeth Buchmann die Künstler-Gruppe minimal club in München. Die Gruppe erstellte zahlreiche Theaterstücke und Videoinstallationen und wurde zum Theaterfestival München 1985 und wiederholt zum Steirischen Herbst (1997 und 1991) eingeladen, zu denen Geene die Texte schrieb.
1989 zog er nach Berlin und agierte dort als Künstler und Kurator, unter anderem bei Kunst-Werke Berlin (1993), der Shedhalle Zürich und dem Kunstverein München. 1996 war er Gründungsmitglied von b books.
Nach mehreren Kurzfilmen, unter anderem mit Judith Hopf, stellte er 2007 seinen ersten Spielfilm fertig, After Effect, unter anderem mit Sabine Timoteo, Lars Eidinger und Laura Tonke, der beim Filmfest Oldenburg Premiere hatte. 2014 wurde sein zweiter Spielfilm Umsonst im Rahmen des „Forum expanded“ auf der Berlinale uraufgeführt.
2017 hat sein Theaterstück mutwillig, Shayne beim Donaufestival Krems Premiere, mit und über Ricky Shayne.
Seit den 1990er Jahren ist er als Übersetzer tätig, zuletzt vor allem die Schriften von Jacques Derrida, Paul B. Preciado, Jacques Rancière und Maurizio Lazzarato.
Zwischen 2006 und 2009 war Geene Advising researcher an der Jan van Eyck-Academy in Maastricht für Film, Avantgarde, and Biopolitics. Seitdem unterrichtet er Theorie und Geschichte des Fernsehens an der Beuth Hochschule in Berlin.
1998 erschien sein Buch money aided ich-design. René Pollesch machte das Buch 2003 zur Textgrundlage seines Stückes Soylent Green ist Menschenfleisch.

## Schriften
- money aided ich-design, Berlin, 1998, ISBN 978-3-933557-03-2
- film avantgarde biopolitic. Herausgegeben zusammen mit Sabeth Buchmann und Helmut Draxler, Wien 2009, ISBN 978-3-85160-134-3.[12]

## Filmografie (Auswahl)
- 2003: BEI MIR ZU DIR (tv low dunkel), mit Judith Hopf
- 2007: After Effect
- 2014: Umsonst
- 2019: SHAYNE (6-teilige Mini-Serie)